# Патронна пачка
Пачка е устройство за обединяването на няколко патрона в един елемент за улесняване на зареждането на многозарядното огнестрелно оръжие, благодарение на което се ускорява процеса на презареждане, разновидност на пълнителя и клипса. Термина пачка е русизъм като в съвременния български се употребява патронна тенекийка. При някои системи (например, във винтовката Mauser 98k) не е необходимо да се изважда изпразнения клипс с отделно движение – ако затворът се затвори с енергично движение, той изпада сам. За снаряжаване на сменяеми пълнители се използват преходници, които се поставят на гърлото на пълнителя. Такъв преходник може да се прилага към опаковката на патроните.
Следва да се прави разлика между клипса и патронната пачка. Разликата между тях се заключава в това, че пачката с патрони се поставя вътре в пълнителя и се намира там до пълното изразходване на патроните, след което се отстранява през отвор отгоре или отдолу на цевната кутия. Намирайки се в пълнителя, пачката удържа в него патроните и ги насочва при вкарването им в патронника. Клипсът се използва само за зареждане на оръжието.
Наистина, такова различие между пачката и клипса има само в рускоезичната терминология. До издаването на „Энциклопедия стрелкового оружия“ на А. Б. Жук е използвано също името „клипс за пачечно зареждане“, а термина „пачка“ е наречен „разговорен“. Например, в английския език и това, и другото обикновено се наричат с думата clip (en-bloc clip – „пачка“, stripper clip – „клипс“).
Отличието на пачката от пълнителя е в това, че пачката c патроните се поставя вътре в него и се намира там постоянно до пълното изразходване на патроните, след което тя се изхвърля през прозорче на цевната кутия нагоре или надолу. Това е основния недостатък на пачката: стрелеца, преди да презареди оръжието, трябва да изстреля целия боезапас, а вече след това поставя новата пачка. Несменяемият пълнител може да бъде във всеки един момент да бъде дозареден с патрони поединично, на ръка, а сменяемият да бъде свален и заменен с пълен. Освен това, при изхвърлянето на празната пачка от винтовката характерния звук може да бъде чут от неприятеля, показвайки му, по този начин, че стрелящия презарежда оръжието си и съответно да го изненада.
Има различни типове конструкция на пачките в зависимост от типа на използваното оръжие. В съвременните оръжие такова зареждане вече не се използва.
Съществуват приспособления от типа на пачките за ускорено едновременно зареждане на няколко патрона в барабана на револвера (в вид на щанцовани планки или от тел със сложен профил на огъване).
- Винтовка Манлихер 1895 г., зареждана с пачка от 5 патрона. Изпразнената пачка изпада през отвор отдолу на пълнителя
- Зареждане на винтовка M1 с 8 патронна пачка с шахматно разположение на патроните. Празната пачка автоматично се изхвърля нагоре
- Сродни на пачката пълнители за револвер (на английски: moonclip), използвани за ускоряване на зареждането. Позволя използването в револвера на пистолетни патрони без удебелено дъно (безфланцеви). Също позволяват бързо презареждане.
- Винтовка Бертие
- Артилеристи с боеприпаси за 3,7 cm FlaK 43